# Großsteingrab Nobbin
Das Großsteingrab Nobbin (auch Großsteingrab Riesenberg genannt) ist eine megalithische Grabanlage der jungsteinzeitlichen Trichterbecherkultur bei Nobbin, einem Ortsteil der Gemeinde Putgarten im Landkreis Vorpommern-Rügen (Mecklenburg-Vorpommern). Es hat die Sprockhoff-Nummer 466.

## Beschreibung
Die aus Findlingen errichtete Megalithanlage ist eines der größten Steingräber Norddeutschlands und liegt nur wenige Meter von der Steilküste der „Tromper Wiek“ entfernt, direkt am Hochuferweg. 
Es ist ein trapezförmiges Hünenbett mit zwei Kammern (erweiterte Dolmen). Die Grabkammern wurden in jüngerer Zeit (1933 und 1970) gestört.
Die trapezförmige Einfassung der Anlage aus ehemals 53 großen Randsteinen ist 34 m lang und 11 bis 8 Meter breit (39 Steine sind erhalten). Im Nordwesten befanden sich randnah zwei querliegende Dolmen, von denen einer gut erhalten ist. Er ist 1,4 m hoch, 1,8 m lang und 1,1 m breit. Erhalten sind drei Tragsteine auf Findlingsbasis und drei mehr oder weniger plattige Tragsteine, aber kein Deckstein. Der Zugang aus Plattenmaterial ist koaxial in der Form eines Windfangs gestaltet, wie er für die Rügener Großdolmen typisch ist. Der zweite Dolmen war ähnlich aufgebaut, erhalten ist aber nur ein Tragstein.

Riesenberg von Nobbin
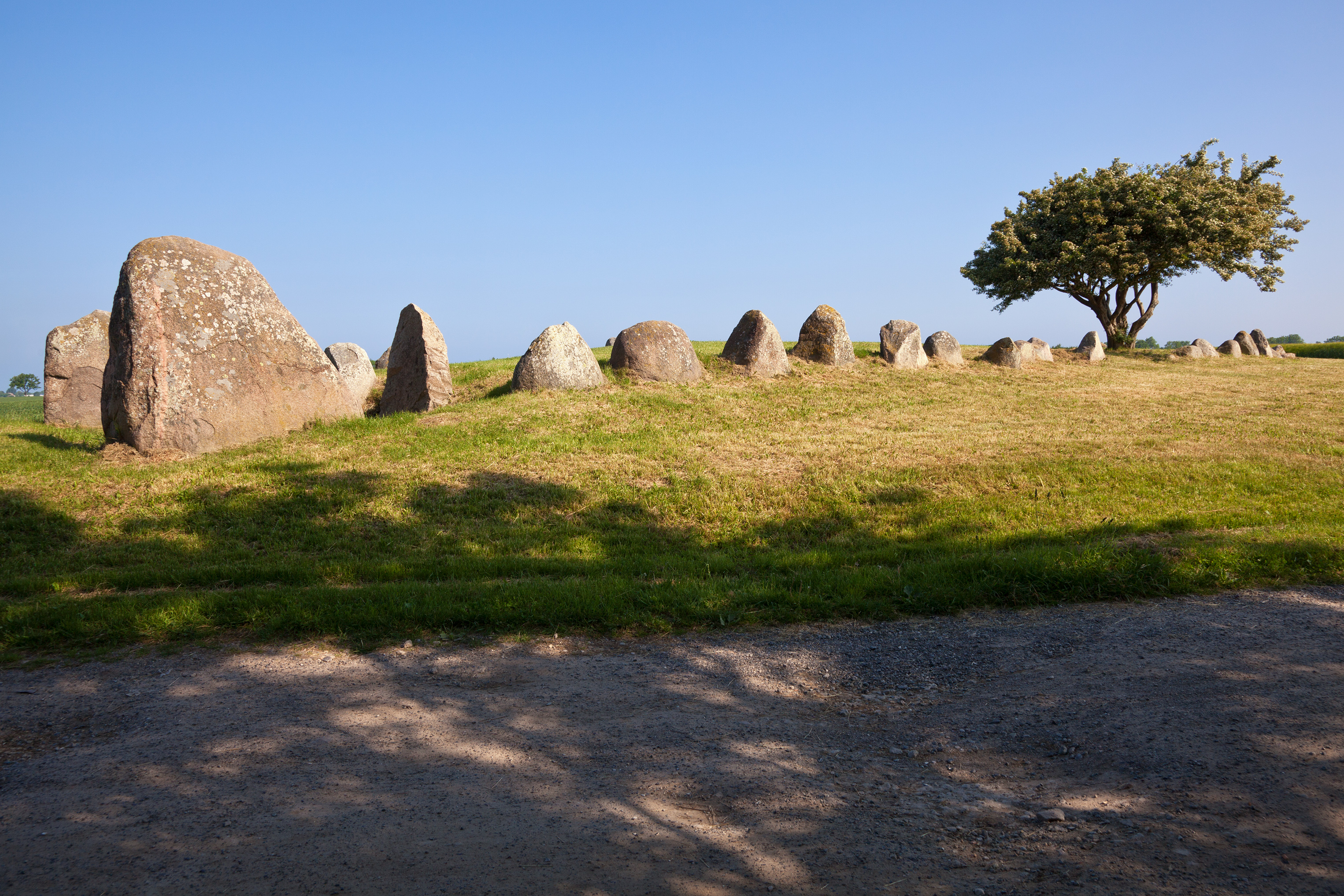
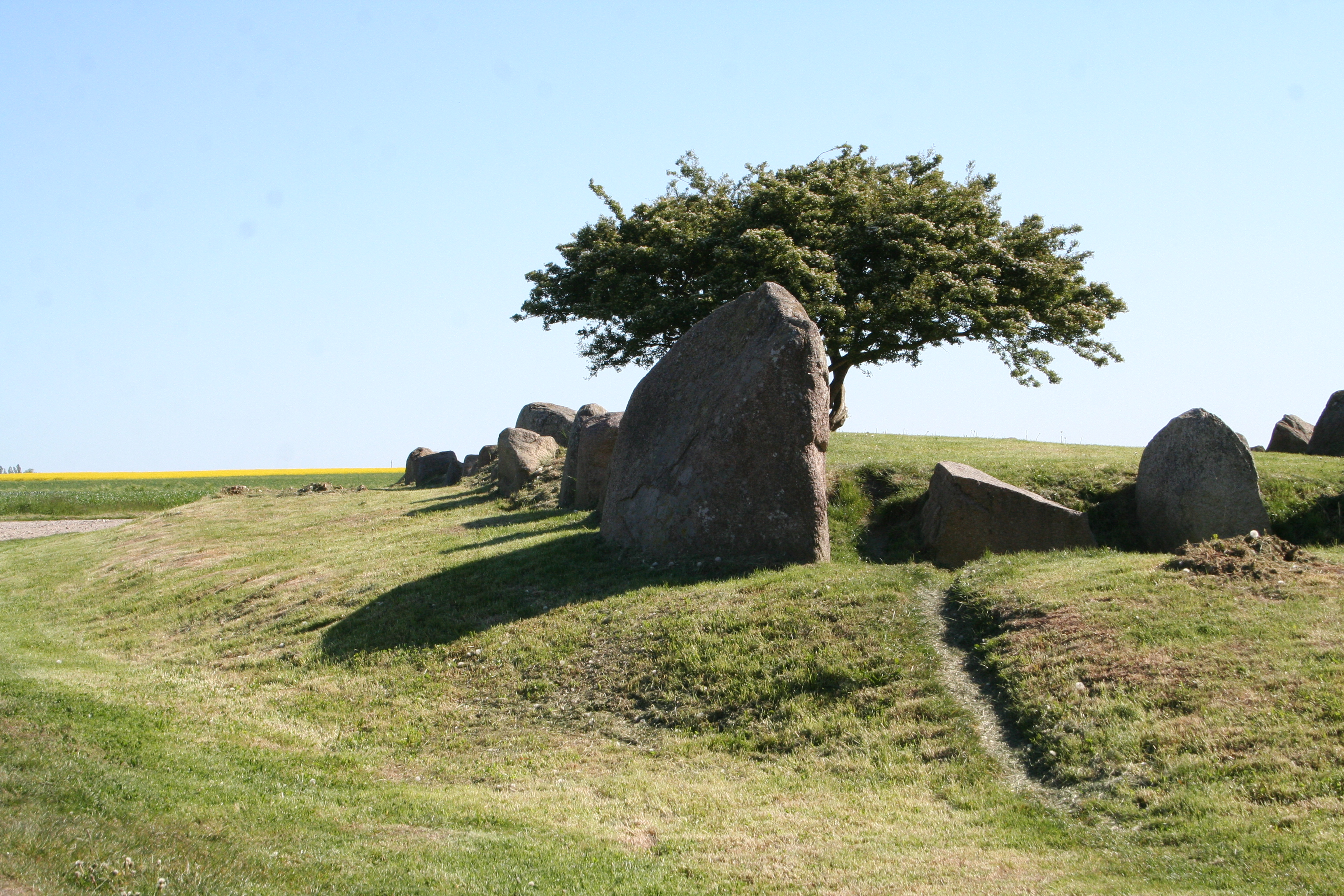
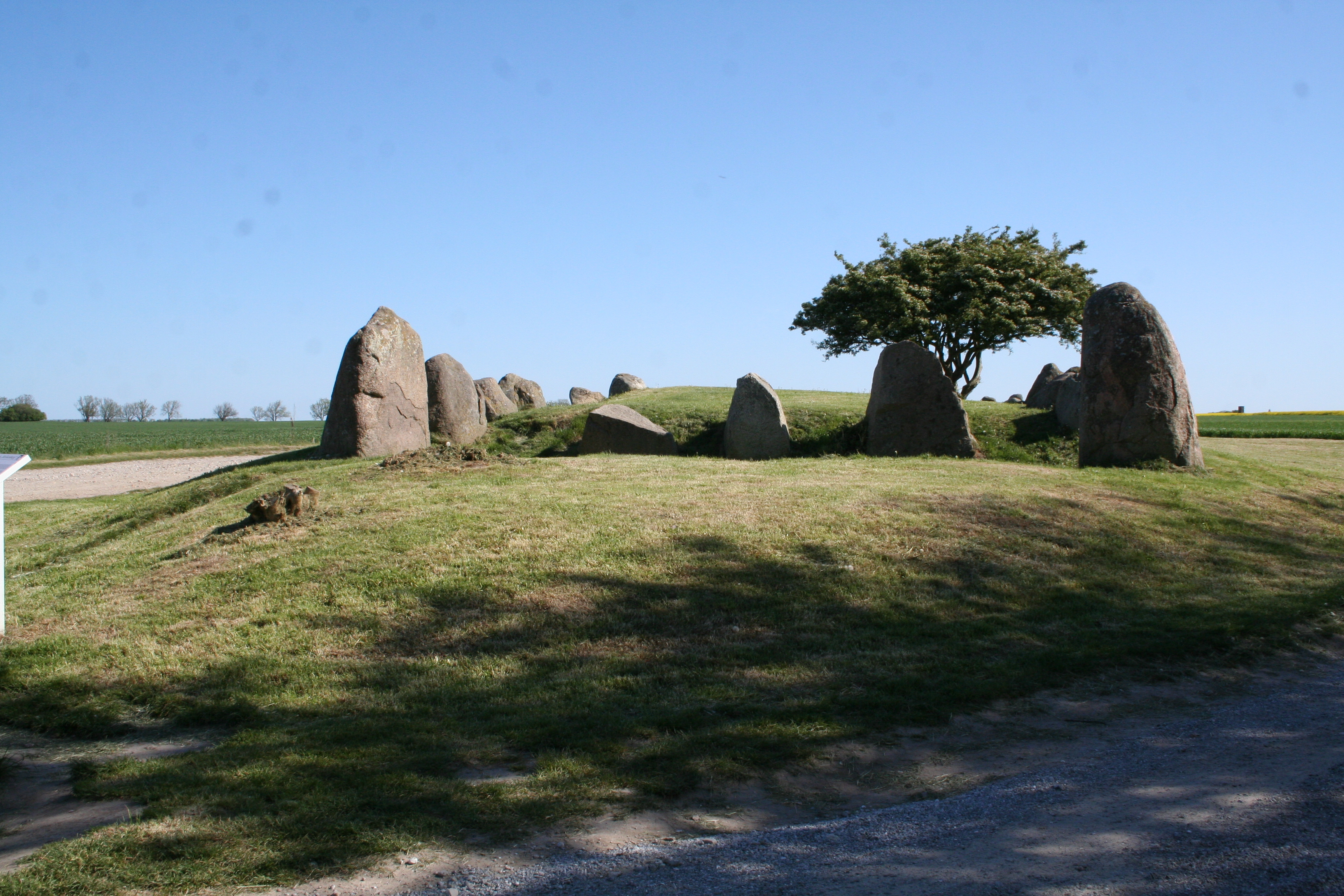
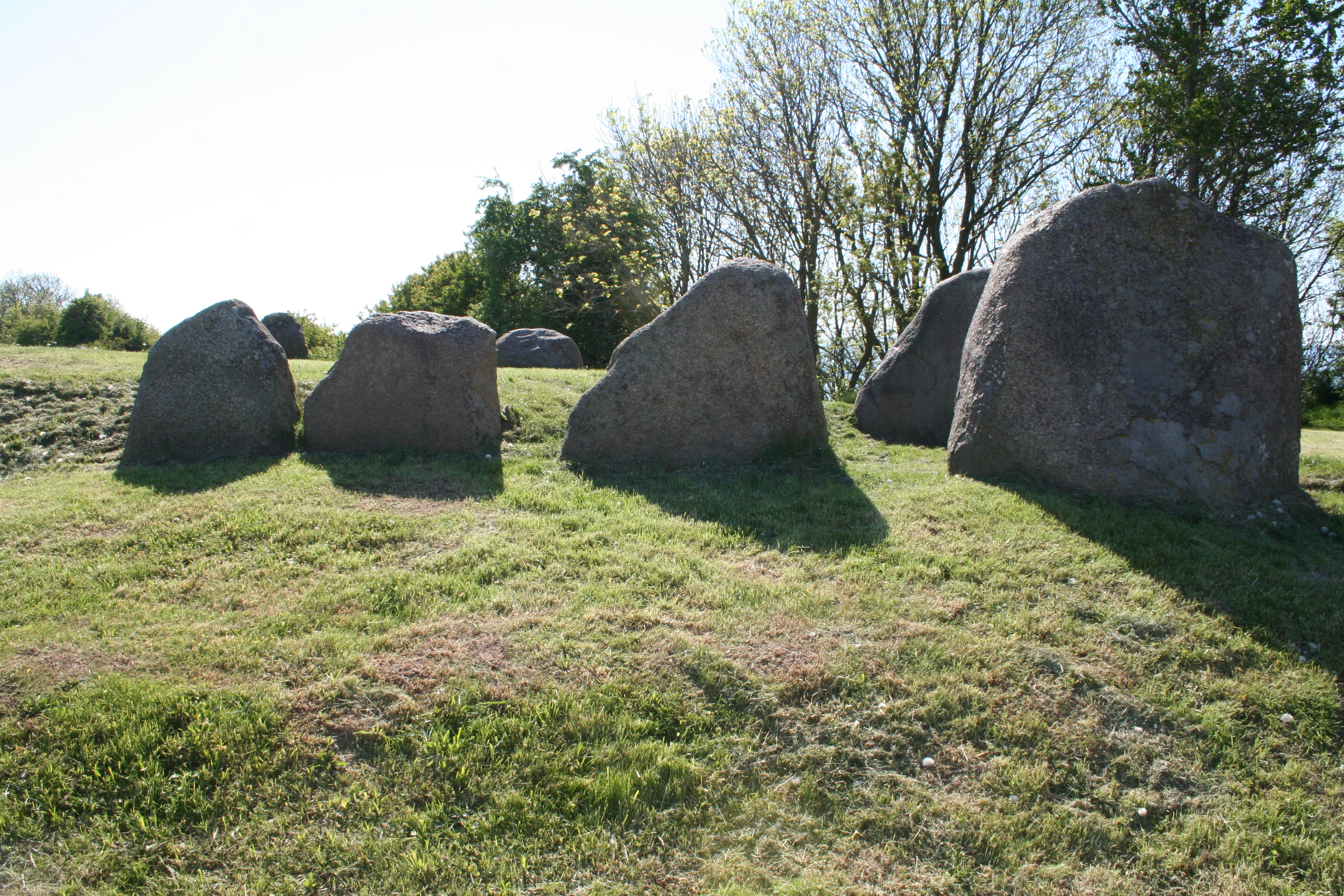
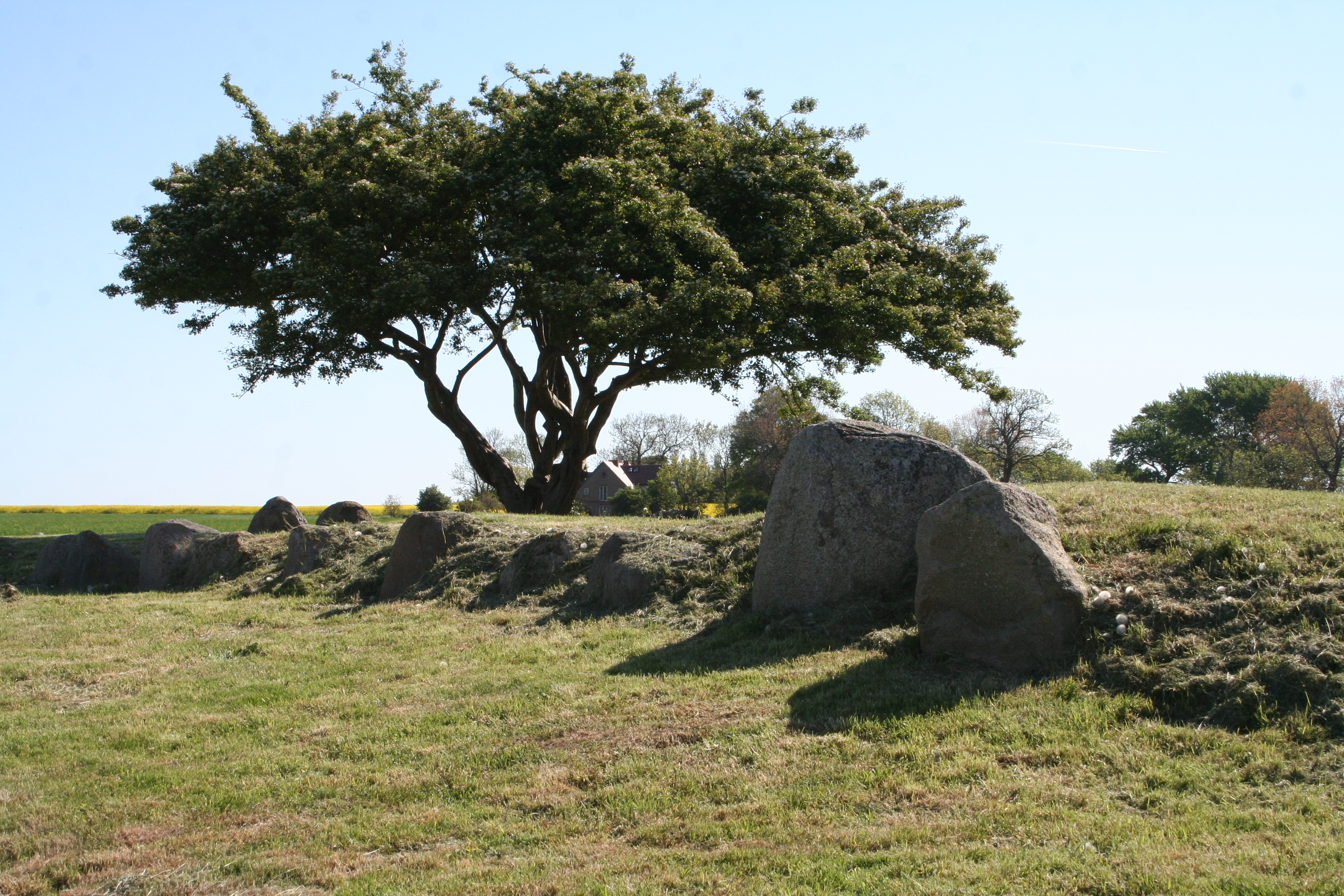
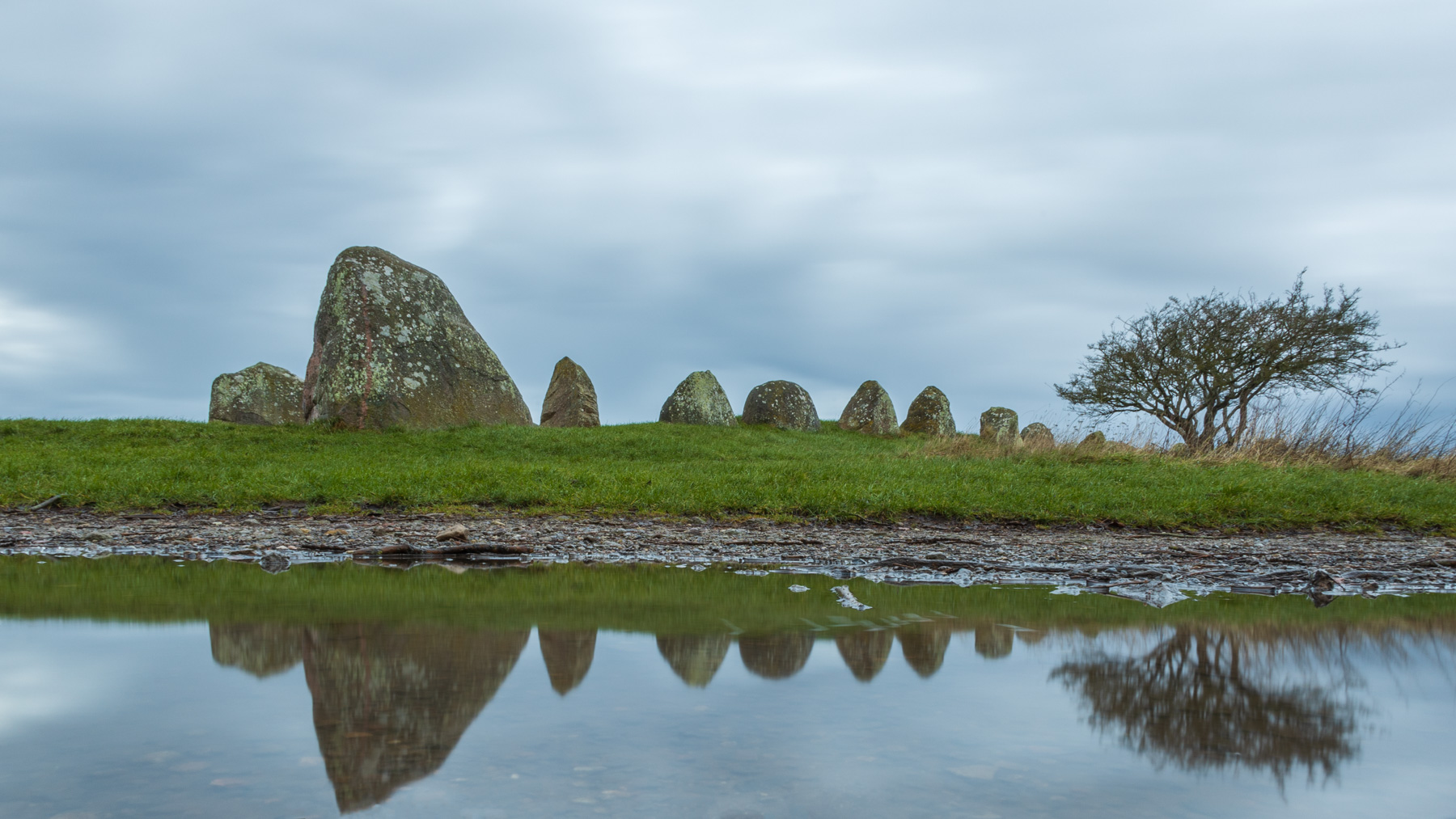

An der Südwestseite ragen zwei vor die Einfassung gesetzte Wächtersteine als Wächterpaar von Nobbin mehr als drei Meter empor, wie sie auch für skandinavische Dolmen typisch sind, aber auch beim Großdolmen von Dwasieden und in Dummertevitz auf Rügen in ähnlicher Dimension vorkommen. Die Ausstattung mit Wächtersteinen ist in Deutschland seltener und wird hier durch die Nähe zu den dänischen Inseln erklärt.
Die erste Grabung fand 1932/1933 durch Wilhelm Petzsch und Karl-August Wilde statt. Sie brachte viele Funde. Bei Ausgrabungen im Jahre 1970 durch Ewald Schuldt konnten drei querschneidende Pfeilspitzen, eine Klinge, einige zerscherbte Gefäße und wenige Knochenfragmente (darunter zwei Schädel) als jungsteinzeitliche Funde geborgen werden. In der nördlichen Grabkammer wurden die Reste einer Urnenbeisetzung aus dem 5. Jahrhundert v. Chr. gefunden. Zwischen den Wächtersteinen kamen Keramikscherben aus der Slawenzeit und eine arabische Silbermünze aus dem 9. Jahrhundert zum Vorschein. Dies zeigt, dass der Riesenberg über Jahrtausende für die Inselbewohner von Bedeutung war.
Über ein zweites Großsteingrab wurde berichtet, die genaue Lage ist aber nicht überliefert. Es wurde 250 Meter nördlich der Straße Altenkirchen-Putgarten vermutet, weil der Landwirt dort Steinpackungen ausgepflügt hatte, wie bei der Grabung am Grab 1 geschrieben wurde.

Funde von 1933
Grabungsplan Nobbin
Situation am Hünengrab Nobbin
Nobbin - Steinaxt
Nobbin - Keramik der TBK